# OK Liga 2018-19
La OK Liga 2018-19 fue la 50.ª edición del torneo de primer nivel del campeonato español de hockey sobre patines en categoría masculina. Está organizado por la Real Federación Española de Patinaje. La competición se inició el 22 de septiembre de 2018 y concluyó el 1 de junio de 2019.
Esta categoría está compuesta por un solo grupo con 16 equipos enfrentándose en formato de liga a doble vuelta, obteniendo plaza los nueve primeros clasificados para disputar las competiciones europeas de la siguiente temporada y debiendo descender los cuatro últimos a OK Liga Plata (segundo nivel del campeonato), al reducirse la temporada siguiente a 14 el número de participantes.

## Equipos participantes
| Club                        | Localidad                | Pabellón                          | Temporada anterior  |
| --------------------------- | ------------------------ | --------------------------------- | ------------------- |
| Fútbol Club Barcelona       | Barcelona                | Palau Blaugrana                   | 1° en OK Liga       |
| Hockey Club Liceo           | La Coruña                | Palacio de los Deportes de Riazor | 2° en OK Liga       |
| Reus Deportiu               | Reus                     | Palacio de Deportes Reus Deportiu | 3° en OK Liga       |
| Club Esportiu Noia          | San Sadurní de Noya      | Pabellón Olímpico del Ateneo      | 4° en OK Liga       |
| CE Lleida Llista Blava      | Lérida                   | Pabellón 11 de Septiembre         | 5° en OK Liga       |
| Igualada Hoquei Club        | Igualada                 | Polideportivo Les Comes           | 6° en OK Liga       |
| Girona Club de Hoquei       | Gerona                   | Pavelló de Palau II               | 7° en OK Liga       |
| Club Patí Voltregà          | San Hipólito de Voltregá | Pabellón Municipal de Deportes    | 8° en OK Liga       |
| Club Hoquei Caldes          | Caldas de Montbui        | La Torre Roja                     | 9° en OK Liga       |
| Club d'Esports Vendrell     | Vendrell                 | Pabellón del CE Vendrell          | 10° en OK Liga      |
| Club Patí Vic               | Vich                     | Pabellón Olímpico                 | 11° en OK Liga      |
| Club Hoquei Lloret          | Lloret de Mar            | Pabellón Municipal de Deportes    | 12° en OK Liga      |
| P.A.S. Alcoy                | Alcoy                    | Pabellón Francisco Laporta        | 13° en OK Liga      |
| Patí Hoquei Club Sant Cugat | San Cugat del Vallés     | Rambla del Celler - Pabellón II   | 1° en OK Liga Plata |
| Club Patí Calafell          | Calafell                 | Pabellón Joan Ortoll              | 2° en OK Liga Plata |
| Club Patín Alcobendas       | Alcobendas               | Polideportivo José Caballero      | 3° en OK Liga Plata |

Notas:

## Resultados
| Local \ Visitante            | ACB  | BAR | CLF | GIR | LIC | IGU | LLE | LLO  | NOI | ALC  | CAL | REU | SCU  | VEN | VIC | VOL |
| ---------------------------- | ---- | --- | --- | --- | --- | --- | --- | ---- | --- | ---- | --- | --- | ---- | --- | --- | --- |
| CP Alcobendas                | —    | 2–5 | 3–3 | 7–2 | 2–3 | 1–5 | 4–0 | 3–3  | 2–3 | 3–2  | 5–3 | 4–5 | 3–2  | 3–1 | 3–2 | 3–3 |
| Barcelona Lassa              | 12–0 | —   | 7–0 | 3–0 | 6–2 | 7–2 | 3–3 | 11–2 | 2–1 | 11–4 | 5–0 | 2–0 | 9–3  | 4–0 | 5–0 | 5–2 |
| Club Patí Calafell Tot l'Any | 6–4  | 1–6 | —   | 6–5 | 1–3 | 4–3 | 2–5 | 4–3  | 3–2 | 8–4  | 1–5 | 0–6 | 3–3  | 4–4 | 1–3 | 1–0 |
| Citylift Girona              | 6–3  | 2–3 | 5–1 | —   | 2–4 | 2–2 | 2–2 | 3–3  | 6–2 | 4–1  | 1–1 | 5–5 | 3–2  | 2–2 | 1–4 | 1–4 |
| Deportivo Liceo              | 8–3  | 4–5 | 4–1 | 6–1 | —   | 7–2 | 3–3 | 10–0 | 6–1 | 8–1  | 4–0 | 4–4 | 3–1  | 8–2 | 1–2 | 8–4 |
| Igualada                     | 10–1 | 1–5 | 7–3 | 3–1 | 0–2 | —   | 5–1 | 4–2  | 2–1 | 2–0  | 3–2 | 3–5 | 4–4  | 2–3 | 5–0 | 3–1 |
| Lleida Llista Blava          | 8–6  | 4–9 | 2–0 | 6–5 | 5–4 | 1–5 | —   | 1–3  | 2–4 | 6–2  | 6–2 | 3–3 | 7–3  | 5–2 | 4–0 | 6–2 |
| Lloret Vila Esportiva        | 4–2  | 1–3 | 3–5 | 2–3 | 1–7 | 3–1 | 0–4 | —    | 4–1 | 5–4  | 0–0 | 3–3 | 5–4  | 4–4 | 2–4 | 1–1 |
| Noia Freixenet               | 7–2  | 2–2 | 6–2 | 7–2 | 7–1 | 6–4 | 3–3 | 7–2  | —   | 5–1  | 5–4 | 2–1 | 4–3  | 3–1 | 5–1 | 5–3 |
| PAS Alcoy                    | 5–3  | 1–6 | 4–4 | 1–2 | 3–4 | 1–4 | 1–5 | 2–2  | 1–2 | —    | 3–5 | 2–7 | 3–1  | 3–2 | 1–5 | 0–2 |
| Recam Làser Caldes           | 3–2  | 0–4 | 2–2 | 3–1 | 3–6 | 2–1 | 5–4 | 3–2  | 2–3 | 4–3  | —   | 0–7 | 5–3  | 1–4 | 2–2 | 2–4 |
| Reus Deportiu Miró           | 5–2  | 4–4 | 2–2 | 1–0 | 5–1 | 5–3 | 4–4 | 7–1  | 5–5 | 5–1  | 5–2 | —   | 10–5 | 3–2 | 3–3 | 2–1 |
| Sant Cugat                   | 3–3  | 3–7 | 2–1 | 6–2 | 3–3 | 3–5 | 3–1 | 4–1  | 2–3 | 2–4  | 3–3 | 2–3 | —    | 0–2 | 2–1 | 2–2 |
| Vendrell                     | 4–4  | 1–5 | 4–2 | 3–1 | 2–5 | 2–2 | 3–1 | 1–5  | 3–5 | 5–4  | 1–3 | 1–2 | 2–2  | —   | 2–2 | 5–6 |
| Vic                          | 2–5  | 1–2 | 6–4 | 2–3 | 1–2 | 0–3 | 1–2 | 3–3  | 2–2 | 1–0  | 5–5 | 2–3 | 3–3  | 1–1 | —   | 0–3 |
| Voltregà Stern Motor         | 4–3  | 2–3 | 0–1 | 2–3 | 2–5 | 1–3 | 2–5 | 1–5  | 2–1 | 3–3  | 4–6 | 2–1 | 2–1  | 4–1 | 1–2 | —   |

## Clasificación final
| Pos. | Equipo                | Pts. | PJ | G  | E | P  | GF  | GC  | Dif. | Clasificación o descenso                      |
| ---- | --------------------- | ---- | -- | -- | - | -- | --- | --- | ---- | --------------------------------------------- |
| 1    | Barcelona Lassa (C)   | 84   | 30 | 27 | 3 | 0  | 161 | 48  | +113 | Clasificación para la Liga Europea            |
| 2    | Deportivo Liceo       | 66   | 30 | 21 | 3 | 6  | 136 | 73  | +63  | Clasificación para la Liga Europea            |
| 3    | Reus Deportiu Miró    | 63   | 30 | 18 | 9 | 3  | 121 | 71  | +50  | Clasificación para la Liga Europea            |
| 4    | Noia Freixenet        | 61   | 30 | 19 | 4 | 7  | 110 | 76  | +34  | Clasificación para la Liga Europea            |
| 5    | Igualada Rigat        | 51   | 30 | 16 | 3 | 11 | 99  | 76  | +23  | Clasificación para la Copa World Skate Europe |
| 6    | Lleida Llista Blava   | 51   | 30 | 15 | 6 | 9  | 109 | 91  | +18  | Clasificación para la Copa World Skate Europe |
| 7    | Recam Làser Caldes    | 39   | 30 | 11 | 6 | 13 | 78  | 89  | −11  | Clasificación para la Copa World Skate Europe |
| 8    | Voltregà Stern Motor  | 34   | 30 | 10 | 4 | 16 | 70  | 87  | −17  | Clasificación para la Copa World Skate Europe |
| 9    | Citylift Girona       | 33   | 30 | 9  | 6 | 15 | 76  | 97  | −21  | Clasificación para la Copa World Skate Europe |
| 10   | Calafell Tot L'Any    | 33   | 30 | 9  | 6 | 15 | 76  | 113 | −37  |                                               |
| 11   | Vic                   | 32   | 30 | 8  | 8 | 14 | 61  | 79  | −18  |                                               |
| 12   | Lloret Vila Esportiva | 32   | 30 | 8  | 8 | 14 | 75  | 110 | −35  |                                               |
| 13   | Alcobendas            | 29   | 30 | 8  | 5 | 17 | 91  | 129 | −38  | Descenso a la OK Liga Plata                   |
| 14   | Vendrell              | 29   | 30 | 7  | 8 | 15 | 70  | 96  | −26  | Descenso a la OK Liga Plata                   |
| 15   | Sant Cugat            | 23   | 30 | 5  | 8 | 17 | 80  | 107 | −27  | Descenso a la OK Liga Plata                   |
| 16   | PAS Alcoy             | 15   | 30 | 4  | 3 | 23 | 65  | 126 | −61  | Descenso a la OK Liga Plata                   |

 Fuente: FEP.es

## Ascensos y descensos
| Variación                             | Equipos                                     |
| ------------------------------------- | ------------------------------------------- |
| Descienden a OK Liga Plata 2019/20    | Alcobendas CE Vendrell Sant Cugat PAS Alcoy |
| Ascienden desde OK Liga Plata 2018/19 | Club Hoquei Palafrugell CP Taradell         |